# سیارک ۶۶۵۹
سیارک ۶۶۵۹ (به انگلیسی: 6659 Pietsch، نامگذاری:1992YN) شش هزار و ششصد و پنجاه و نهمین سیارک کشف شده‌است که در ۲۴ دسامبر ۱۹۹۲ کشف شد.